# Torneo Internacional Femenino Villa de Madrid 2013
Il Torneo Internacional Femenino Villa de Madrid 2013 è stato un torneo di tennis facente parte della categoria ITF Women's Circuit nell'ambito dell'ITF Women's Circuit 2013. Il torneo si è giocato a Madrid in Spagna dal 9 al 15 dicembre 2013 su campi in cemento e aveva un montepremi di $25,000.

## Vincitrici

### Singolare
Amandine Hesse ha battuto in finale  Eva Birnerová con il punteggio di 4–6, 6–0, 6–2

### Doppio
Demi Schuurs /  Eva Wacanno hanno battuto in finale  Elica Kostova /  Evgenija Rodina con il punteggio di 6–1, 6–2